# Giuramento e insediamento del presidente della Repubblica Italiana

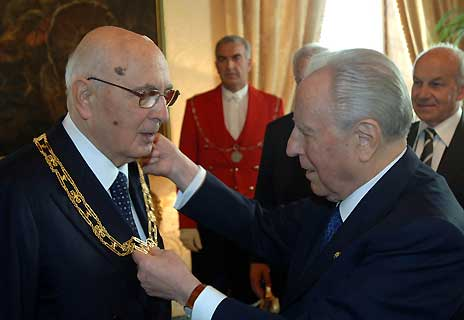
Il neo presidente Giorgio Napolitano riceve dal presidente uscente Carlo Azeglio Ciampi le insegne di Cavaliere di gran croce decorato di gran cordone dell'OMRI.

Il giuramento e insediamento del presidente della Repubblica Italiana è l'atto ufficiale con il quale il Capo dello Stato italiano assume formalmente la carica e i relativi poteri, prestando giuramento davanti al Parlamento in seduta comune presso il Palazzo di Montecitorio.

## Cerimoniale

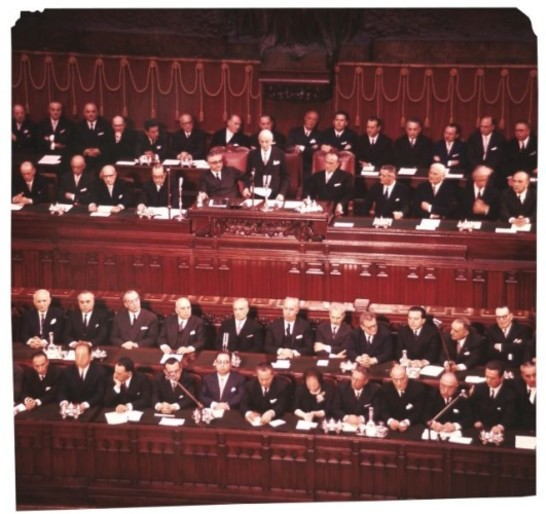
Giuramento del presidente Segni, 11 maggio 1962

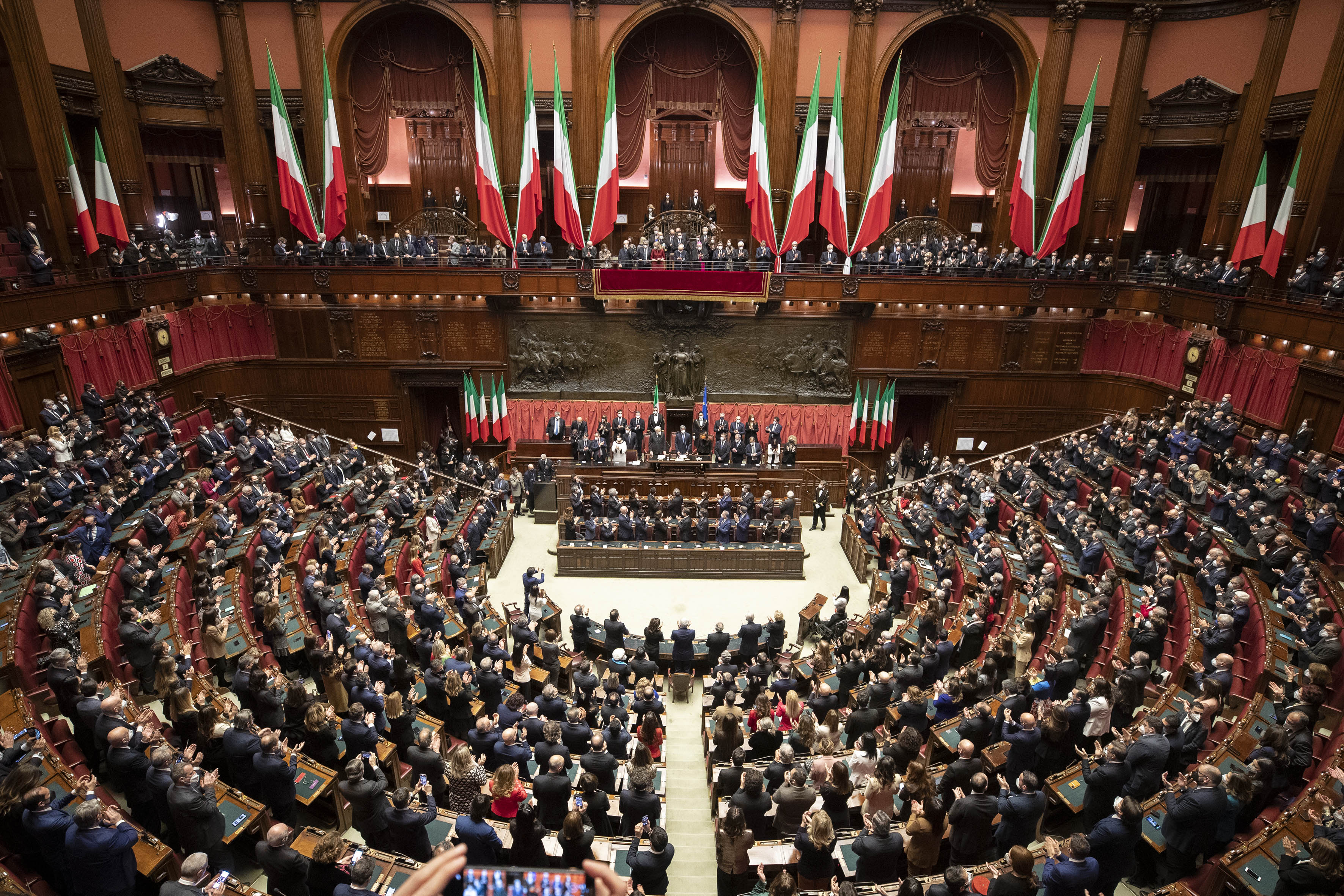
Il Parlamento riunito in seduta comune per il giuramento del presidente Sergio Mattarella, 3 febbraio 2022

### Arrivo del Presidente a Montecitorio
Il giorno dell’insediamento, il segretario generale della Camera dei deputati preleva l'eletto presso la sua abitazione privata e insieme si recano in piazza di Monte Citorio, dove li attendono i presidenti di Camera e Senato. Durante il tragitto, le campane del Palazzo suonano a festa, fermandosi temporaneamente nel momento in cui il Presidente della Repubblica entra all'interno dell'edificio. 
Dopo il saluto delle alte cariche dello Stato, il neo Presidente entra in aula, allestita per l'occasione, dove è riunito il Parlamento in seduta comune (non più integrato dai delegati regionali che hanno, invece, partecipato alle votazioni): il nuovo capo dello Stato prende posizione alla destra del Presidente della Camera, alla sinistra del quale siede invece il Presidente del Senato.

### Formula del Giuramento e discorso di insediamento
All'inizio della seduta, il Presidente della Camera invita il neo Presidente a giurare secondo l'articolo 91 della Costituzione Italiana, con la seguente formula:
Questa formula può essere pronunciata o direttamente dal neo Presidente o dal Presidente della Camera, al quale il giurante risponde con la formula: "Giuro!" (come avvenne in occasione del giuramento di Antonio Segni). In questo preciso istante, mentre le campane di Palazzo Montecitorio riprendono a suonare, dal Gianicolo vengono sparate 21 salve di cannone come saluto al nuovo Presidente della Repubblica.
Appena terminata la lettura della formula di giuramento, il Presidente della Camera cede il posto al nuovo capo dello Stato che, rimanendo in piedi, pronuncia il suo discorso di insediamento.

## Celebrazioni

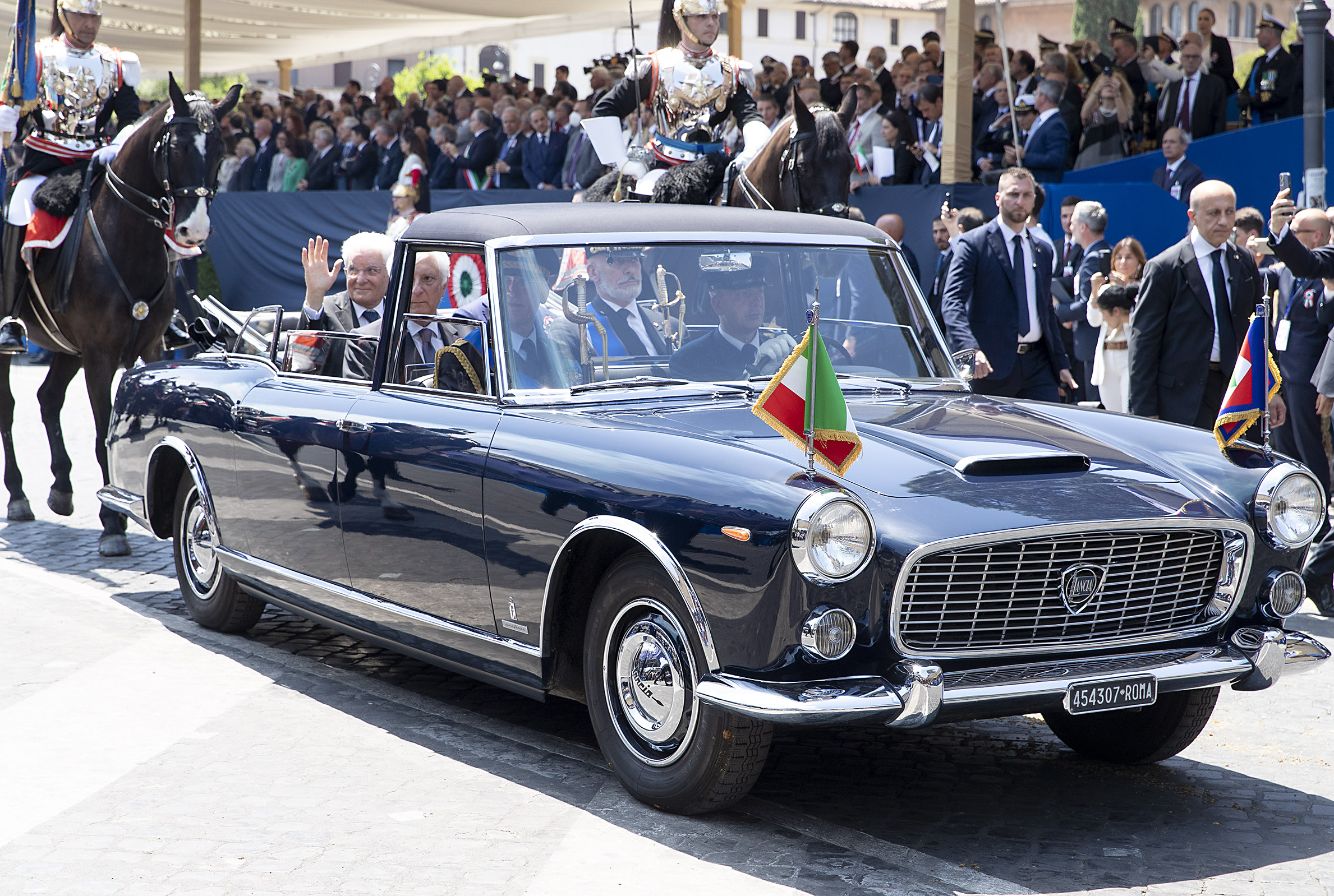
Lancia Flaminia 335

Al termine della cerimonia di giuramento, il nuovo Presidente lascia Palazzo Montecitorio e si reca a rendere omaggio alla salma del Milite Ignoto presso l'Altare della Patria, dove il sindaco di Roma gli porge il saluto della Capitale. Il tutto avviene mentre le Frecce Tricolori sorvolano il cielo.
Di seguito, a bordo di una Lancia Flaminia convertibile 335 scortata dal Corpo dei Corazzieri e in compagnia del Presidente del Consiglio in carica, il Capo dello Stato sfila per le vie di Roma verso il Quirinale, dove viene ricevuto col tributo degli onori militari. 
Il Presidente entrante pronuncia quindi nel Salone dei Corazzieri un altro discorso dinanzi alle più alte autorità civili e militari della Repubblica e alla presenza del Presidente uscente. Nello studio alla Vetrata, questi consegna al nuovo capo dello Stato le insegne di Cavaliere di gran croce decorato di gran cordone dell'Ordine al merito della Repubblica Italiana. 
Al termine di questa ultima fase, il Presidente uscente passa in rassegna un reparto di formazione interforze, che rende gli onori, e riceve dal comandante del reggimento Corazzieri uno stendardo presidenziale. Dopo essersi congedato, l'ormai ex presidente lascia il palazzo, concludendo la cerimonia.